# Brian Hopper
Brian Hopper (* 3. ledna 1943 Canterbury) je britský saxofonista, starší bratr baskytaristy Hugha Hoppera. V letech 1964–1967 působil ve skupině The Wilde Flowers. Několik členů této skupiny později působilo ve skupině Soft Machine; Hopper hrál na jejím druhém albu nazvaném Volume Two (1969). V následujících letech působil ve skupině Zobe.
V roce 2003 vydal album Virtuality společně s Robertem Fennerem a o dva roky později následovalo sólové album If Ever I Am, na kterém se podíleli i Fenner, Hugh Hopper nebo Robert Wyatt.